# Constituição da mandioca
Denomina-se popularmente como Constituição da mandioca o primeiro projeto de constituição do Brasil, cuja votação, em 1823, veio a ser interrompida pelo Imperador D. Pedro I (1822-1831) em novembro daquele ano, ao determinar o fechamento da Assembleia Nacional Constituinte.

A antiga Casa de Câmara e Cadeia (Cadeia Velha), atual Palácio Tiradentes, onde ocorreu a Assembleia Constituinte do Brasil de 1823. E a primeira sede da Câmara dos Deputados.

## História
Em vista do fracasso da defesa dos interesses do Brasil na votação da Constituição Portuguesa em 1821, em junho 1822 havia sido convocada uma Assembleia Constituinte, para elaborar uma Constituição para o Reino do Brasil. Ocorrida a proclamação da independência do Brasil, em 7 de setembro de 1822, os representantes das Províncias reuniram-se a partir de 3 de maio de 1823, agora a fim de elaborar a primeira constituição da nação independente. 
Leva esse nome popular devido aos critérios que foram estabelecidos pelos eleitos na elaboração da Constituição.
A briga entre os partidos português e brasileiro era intensa. O Partido Português era composto dos grandes comerciantes da Corte e apoiavam o absolutismo de D. Pedro. Já o partido brasileiro era contra o absolutismo do príncipe regente e socialmente eram os médios e pequenos comerciantes e os grandes fazendeiros.
Com um total de 90 membros eleitos por 14 províncias, destacavam-se na Constituinte proprietários rurais, bacharéis em leis, além de militares, médicos e funcionários públicos. Para elaborar um anteprojeto constitucional, foi designada uma comissão composta por seis deputados sob liderança de Antônio Carlos de Andrada e Silva, irmão de José Bonifácio de Andrada e Silva.
O anteprojeto continha 272 artigos influenciados pelas ideias do Iluminismo, no tocante à soberania nacional e ao liberalismo econômico. O nome com que veio a ser conhecida deveu-se ao modo com que instituiu o voto indireto censitário, em que os eleitores do primeiro grau (paróquia), tinham que provar uma renda mínima de 150 alqueires anuais de plantação de mandioca. Eles elegeriam os eleitores do segundo grau (província), que necessitavam de uma renda mínima de 250 alqueires. Estes últimos, elegeriam deputados e senadores, que precisavam de uma renda de 500 e 1000 alqueires respectivamente, para se candidatarem. Alguns historiadores consideram que a mandioca não representava apenas a quantidade de terra do eleitor, mas também a quantidade de escravos que o mesmo possuía, visto que a mandioca e a farinha de mandioca eram os alimentos básicos dos escravos e trabalhadores rurais da época.
O escravismo e o latifúndio não entraram em pauta, pois colocariam em risco os interesses da aristocracia rural brasileira.
Destaca-se ainda, uma certa xenofobia na carta, que expressava na verdade uma lusofobia marcadamente anticolonialista, já que as ameaças de recolonização persistiam, tanto do governo liberal das Cortes Gerais como em províncias como Bahia, Pará e Cisplatina, onde houve adesão à ideia de se manter unido a Portugal e deflagaram-se Guerras de Independência.
A posição antiabsolutista do anteprojeto fica clara por conta da limitação do poder de D. Pedro I, que além de perder o controle das forças armadas para o parlamento, tem poder de veto apenas suspensivo sobre a Câmara. Dessa forma, os constituintes procuram reservar o poder político para a aristocracia rural, combatendo tanto as ameaças recolonizadoras do Partido Português, como as propostas de avanços populares dos radicais, além do próprio absolutismo.
A crise que culminou com a dissolução da assembleia constituinte sepultou o anteprojeto, tendo sido a primeira Constituição Brasileira outorgada em 1824 pelo próprio imperador.